# Nissenbarack

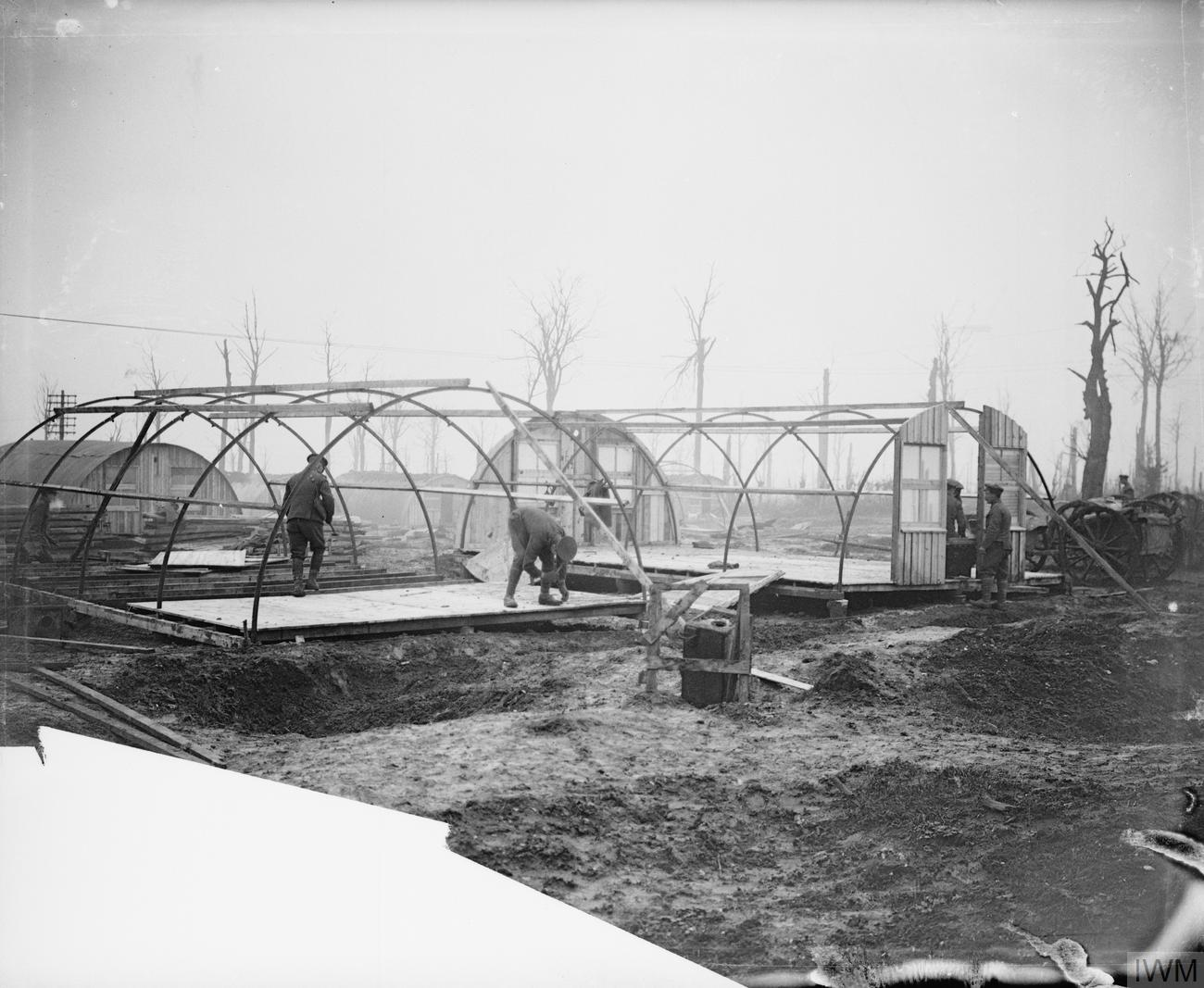
Brittiska soldater uppför Nissenbaracker nära Bazentin i november 1916

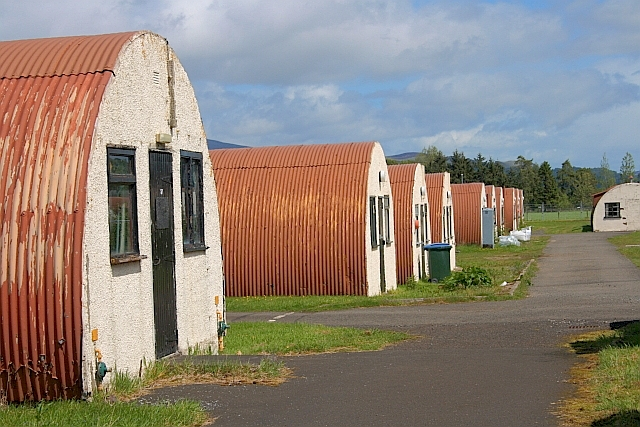
Nissenbaracker i Cultybraggan Camp i Perthshire i Storbritannien

En nissenbarack var en prefabricerad barack, som ursprungligen konstruerades under första världskriget. Den användes också i stor skala under andra världskriget och modifierades då i USA också till quonsetbaracken. 
Nissenbaracken konstruerades 1916 av Peter Norman Nissen, då major i ingenjörstrupperna i Storbritanniens armé, i syfte att snabbt få fram bostäder till soldater på Västfronten under första världskriget.
Behovet var att med begränsat byggmaterial industriellt få fram enkla byggnader. Baracken har en nära nog halvcirkelformad profil, med korrugerad plåt som täckning över prefabricerade bågar i trä. Tvärsektionen är inte exakt halvcylindrig, eftersom barackväggens lägsta del böjer lätt ut. De utvändiga böjda stålplåtarna är 3,2 x 0,7 meter, lagd med två åsars överlappning i sidled och 15 centimeters överlappning i ändarna. För hela bågen behövs tre plåtar, som är fästa på fem 7,5 × 5 centimeters längsgående takbjälkar av trä och 3 × 2 tums golvbjälkar av trä i ändarna vid anslutningen till golvet.
Nissenbarackerna fanns i tre standardstorlekar. De minsta hade en diameter på fem-sex meter och var omkring tio–tolv meter långa. Den största varianten var 9,15 meter bred. Det fanns också en sjukhusmodell under första världskriget, som var 6,1 x 18,3 meter, med en höjd på tre meter.
Under första världskriget tillverkades fler än 100 000 vanliga nissenbaracker och 10 000 sjukhusbaracker, vilka skickades till fronten i Belgien och Frankrike.

## Andra världskriget
Produktionen av nissenbaracker fortsatte i begränsad skala av Nissen Buildings Ltd för civilt bruk efter första världskriget och fick ett uppsving under andra världskriget. De vidareutvecklades under namnen "Romney hut" i Storbritannien och "Quonset hut" i USA.
Omkring 150.000 baracker tillverkades och användes av Storbritannien, samväldesländerna och USA för olika militära ändamål.

## Nissenbaracker i Norge
Nissenbaracker användes av de allierade i många länder. I Norge sattes det till exempel upp Nissenbaracker för en allierad militär utpost på Jan Mayen.
Under hösten 1944 brände den retirerande tyska armén större delen av bebyggelsen i Finnmark och del av Nord-Troms. Dessutom hade ryssarna bombat sönder Kirkenes innan Röda armén befriade staden.
För en befolkning på 70 000 personer i det berörda området i Nordnorge fanns efter kriget kvar hus för omkring 10 000. Omkring 11 000 hus hade bränts ned. 
Inom ramen för gjenreisningen ordnade Norges Londonregering i Storbritannien redan i slutet av januari 1945 förnödenheter med en första konvoj på 35 fartyg till Kirkenes, bland annat med 120 nissenbaracker. Det var 20 32-mannabaracker och 100 16-mannabaracker, vilka distribuerades till olika samhällen i Finnmark.
Under den statligt bedrivna första gjenreisningsfasen i Finnmark och Nord-Troms fram till våren restes alla möjliga typer av baracker, bland andra tyska militärbaracker från sydligare delar av Norge, "svenskegammer", norska typer, nissenbaracker från Storbritannien och Quonsetbaracker från USA. 
I Nordnorge har dessa baracker efterhand rivits. Fortidsminneforeningen i Finnmark har under senare år sökt inventera kvarvarande byggnader.